# 桑贾诺
桑贾诺（義大利語：Sangiano），是意大利瓦雷泽省的一个市镇。总面积2平方公里，人口1488人，人口密度744.0人/平方公里（2009年）。国家统计（ISTAT）代码为012141。